# سلطان‌آباد (قلعه گنج)
سلطان‌آباد (قلعه گنج)، روستایی از توابع بخش مرکزی شهرستان قلعه‌گنج در استان کرمان ایران است.

## جمعیت
این روستا در دهستان سرخ قلعه قرار دارد و براساس سرشماری مرکز آمار ایران در سال ۱۳۸۵، جمعیت آن ۱۱ نفر (۵خانوار) بوده‌است.